# ЦимБанДо
ЦимБанДо — інструментальне тріо викладачів кафедри народних інструментів Харківської державної академії культури. Засновано у Харкові 2006 року як квартет під назвою «ЦимБанДо і К°». Назва колективу виникла з перших літер інструментів, які ввійшли до складу інструментального квартету: ЦИМбали (Олександра Савицька), БАНдура (Надія Мельник), ДОмра (Ірина Кононова) та кобза-контрабас (Наталя Башмакова). Від 2015 року — тріо «ЦимБанДо» (без домри, партію кобзи-контрабаса виконує Костянтин Хітушко). Репертуар колективу складається переважно з українських народних пісень, романсів, різних колажів.

## Колектив

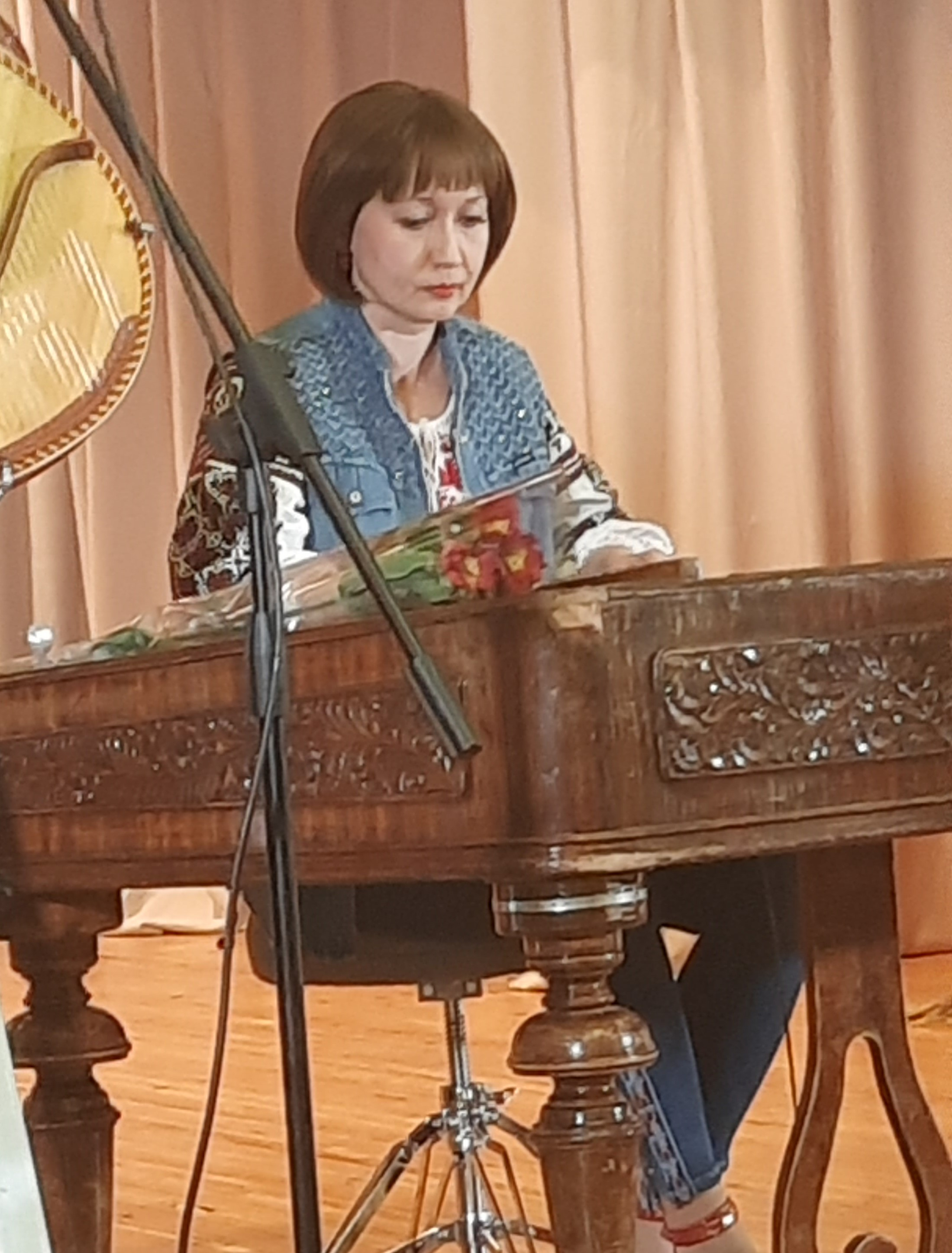
Олександра Савицька

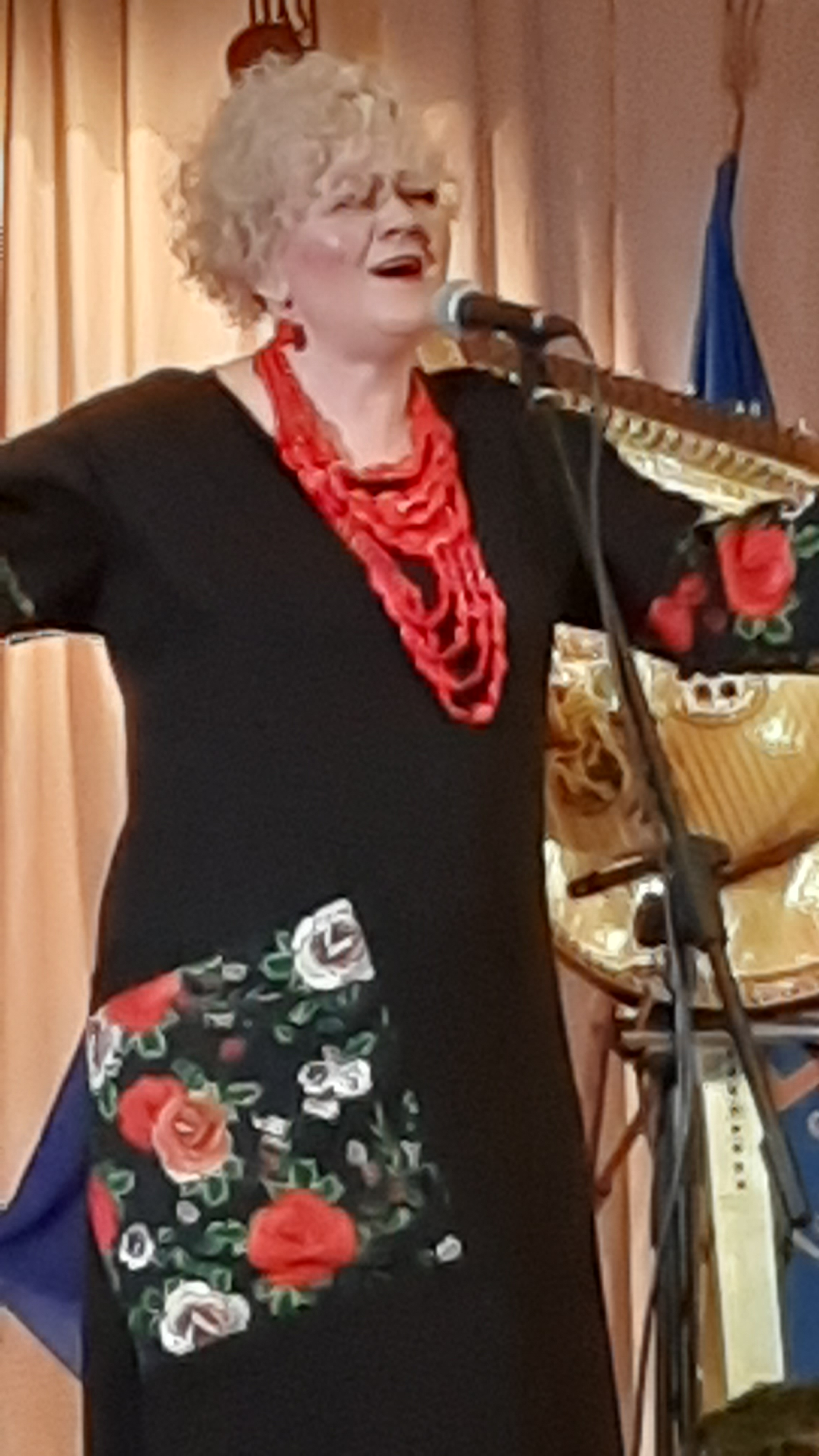
Надія Мельник

Савицька Олександра Вікторівна — старший викладач кафедри народних інструментів Харківської державної академії культури. Викладає навчальні дисципліни: «Спецінструмент (цимбали)», «Ансамбль», «Оркестровий клас», «Диригування», «Вивчення споріднених інструментів», «Інструментування», «Читання партитур», «Теоретичні основи перекладення та аранжування». О. Савицька є лауреатом міжнародних конкурсів (1995, 1998, 2001), отримала грамоту Харківського міського голови та звання «Молода людина року — 2003» в номінації «Мистецтво». Виступає з оркестрами народних інструментів ХДАК, ХМУ, ХНУМ, Харківського Палацу дитячої та юнацької творчості, ансамблем народної музики «Надія», капелою бандуристів «Сонце» та камерним оркестром ХНУМ, міським оркестром «Обереги». Має записи на харківському обласному телебаченні (1995, 2001, 2003, 2015), севастопольському обласному телебаченні (2008, 2009) та харківському обласному радіо (1999, 2008), радіо м. Зелена Гура (Польща).
Олександра Савицька — керівник студентського ансамблю народної музики «Стожари» — лауреату міжнародного конкурсу «Самородки», всеукраїнського конкурсу «Слобожанський вернісаж», міжнародних фестивалів «Райдужний світ народних мелодій», «Іспанське літо» (у складі театру народного танцю «Заповіт»), «Світ цимбалів», Х-го міжнародного фестивалю польської культури, Гран-прі ІІІ-го Всеукраїнського конкурсу «Арт-Домінанта» (2015), гран-прі Міжнародного конкурсу «Волинська гуковиця» (2019), гран-прі Міжнародного конкурсу мистецтв «Зірки виходять на сцену», м. Скадовськ, 2021 та багатьох інших. Крім того, є художнім керівником оркестру народних інструментів ХДАК «VIVO» з 2015 року. О. В. Савицька входила до складу журі Всеукраїнського конкурсу «Слобожанський вернісаж» (Харків), обласного конкурсу-фестивалю дитячих аматорських колективів та Всеукраїнського конкурсу «Запорізькі переливи бандури».

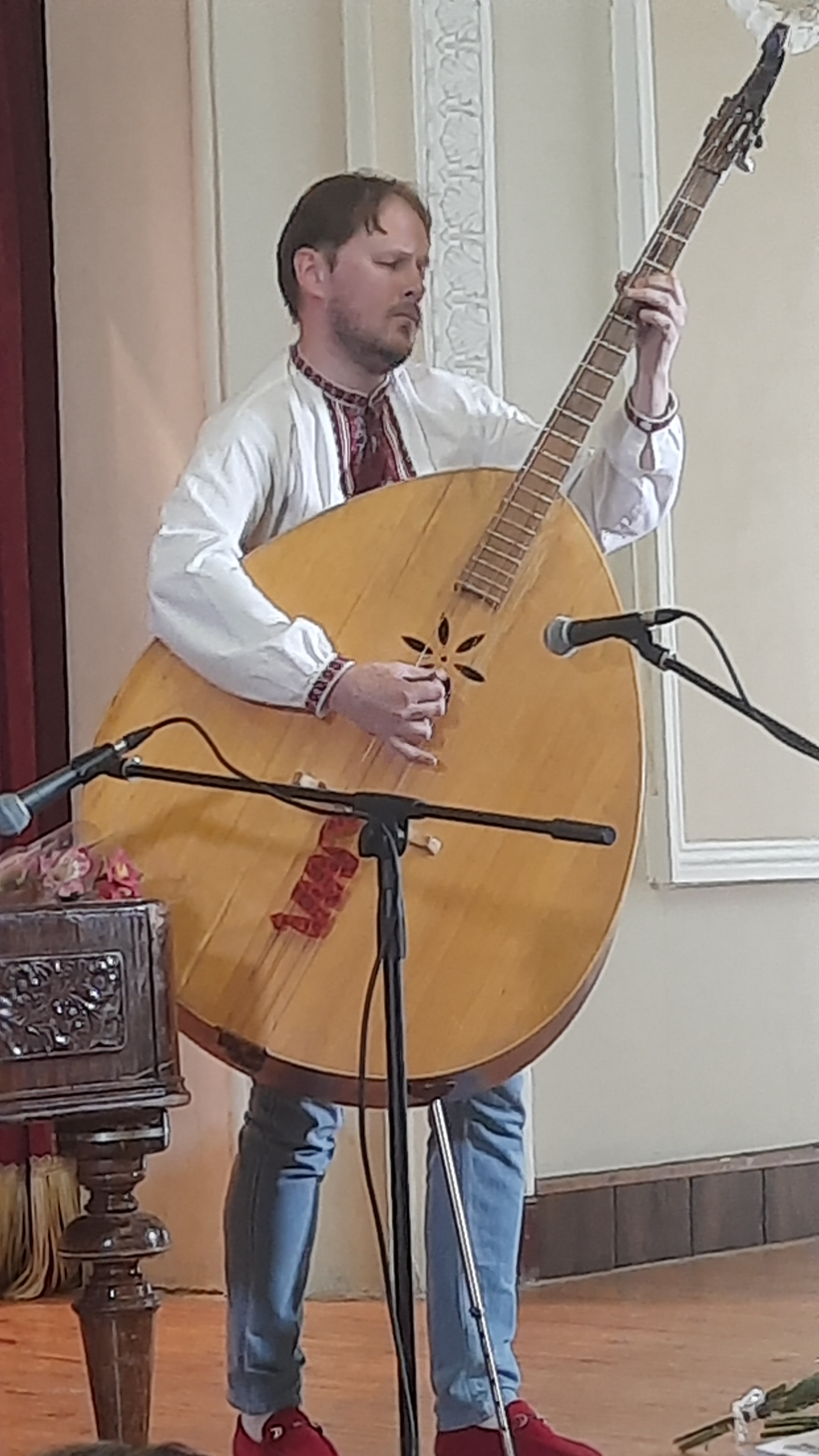
Костянтин Хітушко

Мельник Надія Валентинівна ― старший викладач кафедри народних інструментів ХДАК, бандурист-інструменталіст, диригент, аранжувальник, автор і ведуча концертних програм, засновник студентської капели бандуристів «Сонце», співзасновник та учасник інструментального тріо «ЦимБанДо», лауреат міжнародних конкурсів. Викладає навчальні дисципліни: «Спецінструмент (бандура)», «Оркестровий клас», «Ансамбль», «Диригування», «Читання партитур», «Інструментування». У1990 році закінчила Сєверодонецьке музичне училище ім. С. С. Прокоф'єва, у 1995 році ― Харківський державний інститут мистецтв ім. І. П. Котляревського, клас «бандури» — викл.  Л. С. Мандзюк, «диригування» — викл. О. В. Олексієва. З 1995 року працювала викладачем, а з 1998 року старшим викладачем кафедри народних інструментів ХНУМ імені І. П. Котляревського. У 1995 — лауреат ІІ-ї премії міжнародного конкурсу виконавців на народних інструментах (м. Хмельницький); 1998 — лауреат ІІІ-ї премії і спеціальний диплом за краще виконання твору Г. Хоткевича І-го міжнародного конкурсу ім. Г. Хоткевича у складі тріо бандуристок Харківської обласної філармонії. У 1996 році за ініціативи кафедри народних інструментів ХНУМ, Надія Мельник створила студентську капелу бандуристів «Сонце», яка стала лауреатом багатьох міжнародних конкурсів та фестивалів.
За роки роботи в ХДАК були створені ансамблі бандуристів «Дебют», «Чудасія», «Полум'я», «Лілея», «Посіпаки», які стали лауреатами різних конкурсів та фестивалів. 
З 2011 року Надія Мельник — диригент оркестру народних інструментів ХДАК «VIVO», який у 2016 році став лауреатом 29-го фестивалю народної музики та пісні «Райдужний світ народних мелодій», володарем Гран-прі VI міжнародного конкурсу-фестивалю «DanceSongFest-2017», Лауреатом І премії Міжнародного фестивалю-конкурсу мистецтв «NEW FESTIVAL OF ARTS», Лауреатом І премії Міжнародного фестивалю-конкурсу мистецтв «Нас єднає Україна» у 2022 році.
Н. В. Мельник проводить майстер-класи, семінари для педагогів-бандуристів, членом журі бере участь у обласних конкурсах-фестивалях дитячих аматорських колективів, конкурсах бандуристів та Всеукраїнського конкурсу «Запорізькі переливи бандури». Входить до складу Національної Всеукраїнської музичної спілки з 2016 року.
Хітушко Костянтин Сергійович — викладач кафедри народних інструментів Харківської державної академії культури; викладач класу балалайки при оркестрі народних інструментів Харківського обласного палацу дитячо-юнацької творчості. Також є солістом оркестру народних інструментів «Vivo» ХДАК. Лауреат міжнародних конкурсів та фестивалів. Закінчив Харківську державну академію культури у 2013 році.

## Творча діяльність

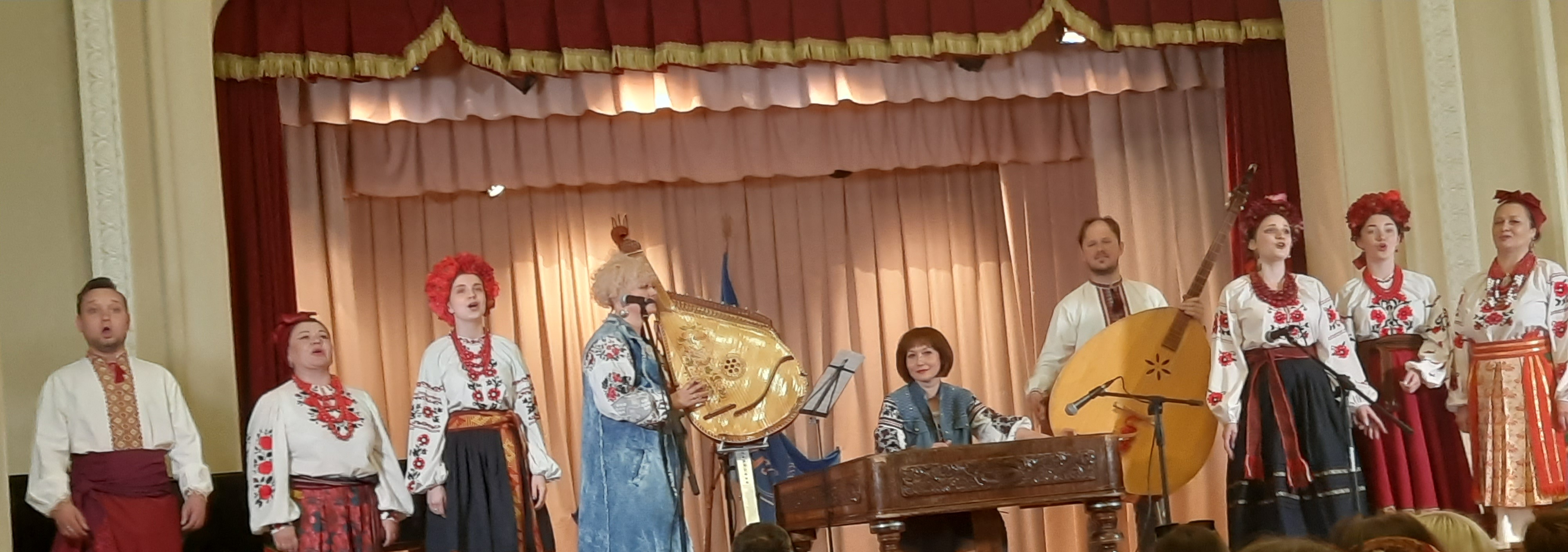
Інструментальне тріо «ЦимБанДо» та фольклорний гурт «Фарби» на сцені ХДАК, 17.05.2023 р.

Інструментальне тріо «ЦимБанДо» — це справжній музичний театр, де виконавці володіють не лише навичками музикантів, але також виступають як актори, співаки, режисери, танцюристи, декламатори та використовують різноманітні реквізити (такі як парасольки, окуляри, віяла, маски, хмаринки, веселки, сонечка, а також власноруч виготовлений ударний інструмент «Стожарик», ложки та багато іншого). Виконавці часто імітують гру на різних інструментах, таких як гуслі, гітара, балалайка, застосовують різні звукові ефекти, співають мелодії, іноді обмінюються інструментами між собою. Учасники колективу, крім основних інструментів, використовують багато допоміжних: тарілка, бубон, дзвіночки, ложки, музичні коробочки, балалайка, сопілка, трикутник. Чимало в доробку колективу відомих українських народних пісень жартівливого та ліричного характеру.

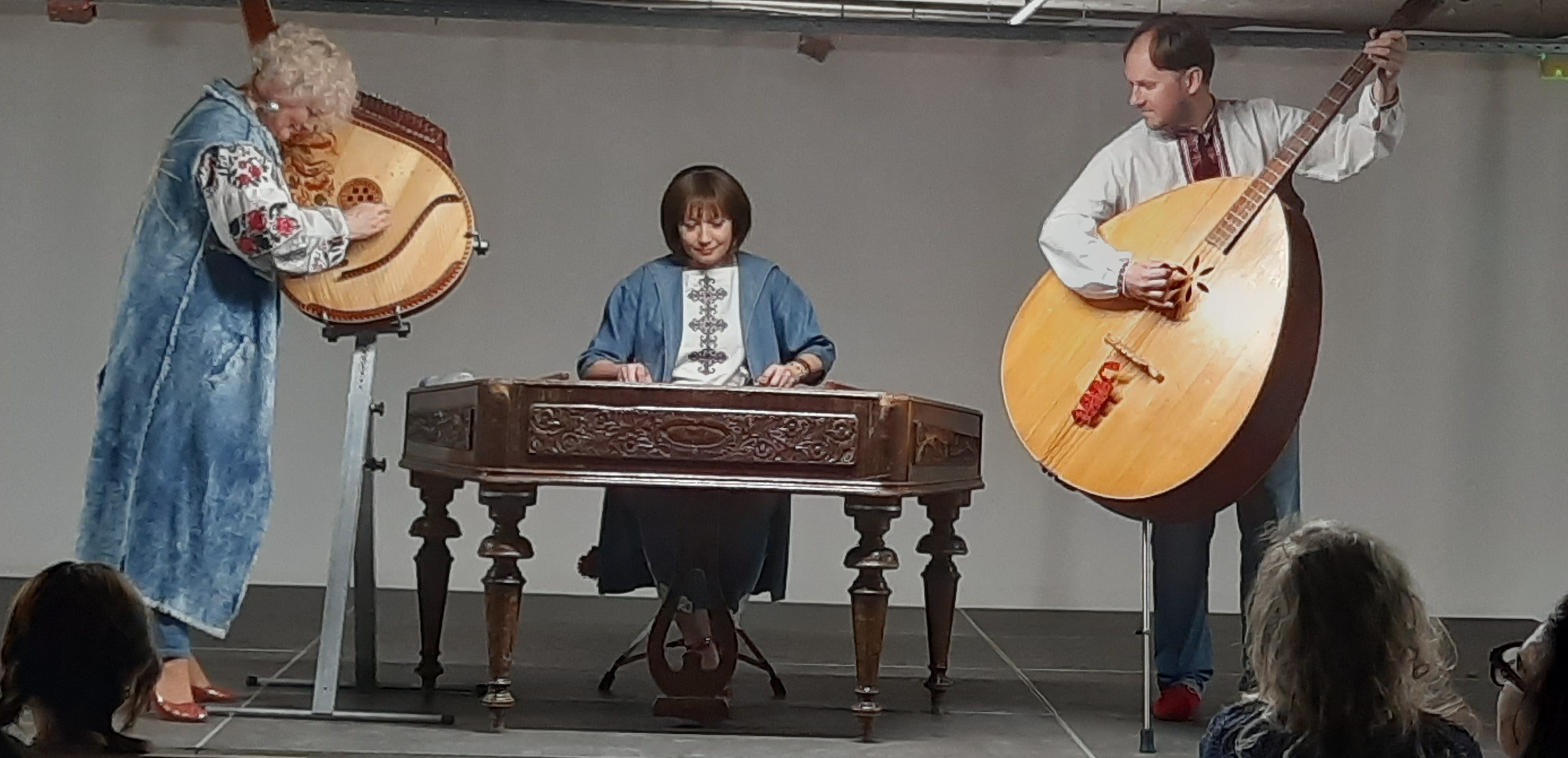
Виступ «ЦимБанДо» в ТРЦ Нікольський, Харків, 30.05.2023 р.

«ЦимБанДо» відзначається своєю унікальною авторською методикою, яка полягає в об'єднанні різних, стилістично віддалених композицій в одній музичній композиції. Вони поєднують фрагменти відомих творів, таких як мелодії з балетів П. Чайковського «Лускунчик» і «Лебедине озеро», з дитячими піснями «В траве сидел кузнечик» і «А бабочка крылышками бяк, бяк, бяк» з кінофільму «Звичайне диво». Ще однією особливістю їхнього виконання є поєднання таких композицій, як «Ранок у вишневому садку» (з сюїти «Пер Ґюнт» Е. Ґріґа) і української народної пісні «Ой під вишнею, під черешнею». Крім того, в їхньому репертуарі знаходяться виконання музики у поєднанні з поезією, наприклад, твори Ліни Костенко «Між іншим» і «Люди, будьте взаємно красивими!». В останні роки вони також включили до свого репертуару твори українських композиторів, такі як «Дощик» І. Гайденка, «Щедрик», імпровізації та танці В. Дмитренка та інші. Під час своїх виступів «ЦимБанДо» також виконує сучасні українські композиції та створює авторські інструментальні інтерпретації відомих українських пісень, таких як «Карпати» О. Гончарука, «Квітка-душа» за музикою В. Меладзе, «Щоб у нашіх ворогів» аранжована «ЦимБанДо», «Коли настане день…» за музикою С. Вакарчука, також аранжована «ЦимБанДо».
Колектив має записи на радіо та телебаченні, брав участь у творчих звітах Харківської області в Києві, в концертній програмі у фан-зоні на Євро — 2012 з футболу, мистецьких фестивалях, бере участь в урочистих заходах академії, міста та області, долучається до різних мистецько-просвітницьких проєктів, проводить творчі зустрічі, презентує українське народне музичне мистецтво в містах України, Грузії, Чехії, Туреччині.

## Відзнаки та нагороди
- лауреат І премії ІІІ-го Всеукраїнського конкурсу «Слобожанський вернісаж» (2008, м. Харків)[25];
- володар Гран-прі Міжнародного конкурсу «Самородки 2008» (м. Севастополь)[26];
- диплом «За артистизм» на ІІ Міжнародному музичному турнірі «Терем-Crossover» (2012, м. Санкт-Петербург);
- дипломант ІІІ Міжнародного музичного турніру «Терем-Crossover» (2013, м. Санкт-Петербург)[27];
- Лауреат міжнародного фестивалю «Київ-етно-мюзік-фест-2019» та володар Призу глядацьких симпатій «Віртуози фолку»[28][29];
- Диплом І ступеню Міжнародного фестивалю-конкурсу мистецтв «Нас єднає Україна», 2022.